# Sant Columba
Columba  (7 de desembre de 521 - 9 de juny de 597) va ser un abat i evangelista missioner irlandès acreditat per la difusió del cristianisme en el que avui és Escòcia a l'inici de la missió hiberno-escocesa. Va fundar la important abadia a Iona, que es va convertir en una institució religiosa i política dominant a la regió durant segles. És el patró de Derry. Va ser molt apreciat tant pels gaels de Dál Riata com pels pictes, i és recordat avui com un sant catòlic i un dels Dotze apòstols d'Irlanda. A Irlanda, se'l coneix comunament com Colmcille. És conegut també com a Columba de Luxeuil, Columba de Bobbio o Columba el Vell. No s'ha de confondre amb l'abat irlandès Sant Columba d'Iona.
Columba va estudiar amb algunes de les figures eclesials més importants d'Irlanda i va fundar diversos monestirs al país. Cap al 563, ell i els seus dotze companys van creuar cap a Dunaverty, a prop de Southend, Argyll, a Kintyre abans d'establir-se a Iona, a Escòcia, llavors part del regne de Dál Riata, a l'Ulster, on van fundar una nova abadia com a base per difondre el cristianisme celta entre els regnes pictes del nord que eren pagans. Va romandre actiu en la política irlandesa, tot i que va passar la major part de la seva vida a Escòcia. Se li poden atribuir tres himnes llatins de la primera edat medieval supervivents.

## Biografia

### Primera vida a Irlanda
Columba va néixer de Fedlimid i Eithne del Cenel Conaill a Gartan, un districte al costat de Lough Gartan, a Tír Chonaill (principalment el modern comtat de Donegal) al nord d'Irlanda. Per part del seu pare, es diu que és besnet de Niall dels Nou Ostatges, un pseudohistòric Gran Rei irlandès del segle v. Va ser batejat a Temple-Douglas, a la parròquia de Conwal (a mig camí entre Gartan i Letterkenny), al comtat de Donegal, pel seu mestre i oncle adoptiu Cruithnechán. No se sap amb certesa si el seu nom al néixer era Colmcille o si va adoptar aquest nom més tard a la vida; Adomnán (Eunan) d'Iona va pensar que era el seu nom de naixement, però altres fonts irlandeses han afirmat que el seu nom al néixer era Crimthann (que significa "guineu"). En llengua irlandesa el seu nom significa 'colom', que és el mateix nom que el profeta Jonàs (Jonàs en hebreu també és 'colom'), del que coneixien Adomnán d'Iona i altres primers escriptors irlandesos, encara que no és clar si va rebre el nom de Jonàs deliberadament o no.

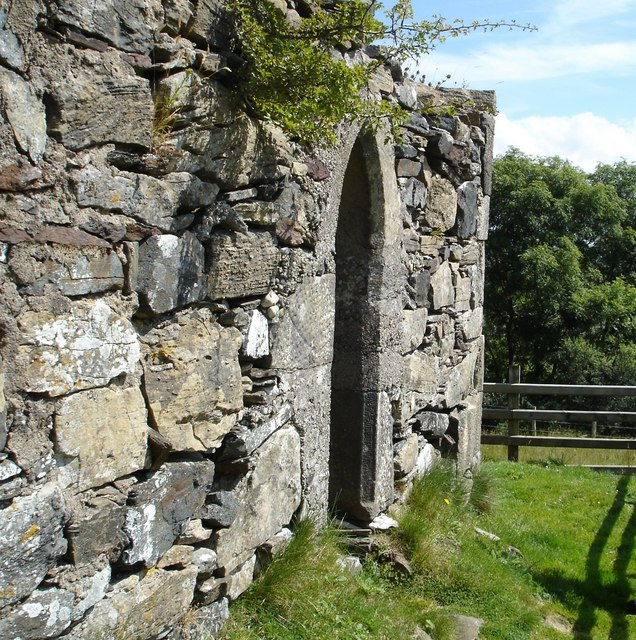
Les restes de l'església de St. Columba, Gartan, comtat de Donegal.

Quan va estar prou avançat en lletres va entrar a l'escola monàstica de Movilla, a Newtownards, sota la direcció de Finnian de Movilla que havia estudiat al "Magnum Monasterium" de Ninian a la vora de Galloway. Tenia una vintena d'anys i era diaca quan, després d'haver acabat la seva formació a Movilla, va viatjar cap al sud cap a Leinster, on es va convertir en alumne d'un vell bard anomenat Gemman. Al deixar-lo, Columba va entrar al monestir de Clonard, governat en aquella època per Finnian, destacat per la santedat i l'aprenentatge. Aquí va absorbir les tradicions de l'església gal·lesa, perquè Finnian havia estat format a les escoles de sant David.
A la primera Irlanda cristiana, la tradició druídica es va esfondrar a causa de la difusió de la nova fe cristiana. Va florir l'estudi de l'aprenentatge del llatí i de la teologia cristiana als monestirs. Columba es va convertir en alumne de l'escola monàstica de l'abadia de Clonard, situada al riu Boyne, al modern comtat de Meath. Durant el segle vi, alguns dels noms més significatius de la història del cristianisme celta es van estudiar al monestir de Clonard. Es va dir que el nombre mitjà d'erudits instruïts a Clonard era de 300. Columba era un dels dotze estudiants de Finnian de Clonard que es va conèixer com els Dotze apòstols d'Irlanda. Es va convertir en monjo i, finalment, va ser ordenat sacerdot.
Un altre preceptor de Columba va ser Mobhí Clárainech, el monestir del qual a Glasnevin era freqüentat per homes tan famosos com Cainnech d'Aghaboe, Comgall i Ciarán. Una pesta que va devastar Irlanda el 544 va provocar la dispersió dels deixebles de Mobhi, i Columba va tornar a l'Ulster, la terra de la seva família. Era una figura sorprenent de gran alçada i poderosa construcció, amb una veu forta i melodiosa que es podia escoltar d'un cim a un altre. Els anys següents van estar marcats per la fundació de diversos monestirs importants: Derry, a l'extrem sud d'Inishowen; Durrow, al comtat de Offaly; Kells, al comtat de Meath; i Swords. Mentre es trobava a Derry, es diu que planejava un pelegrinatge a Roma i Jerusalem, però no va avançar més enllà de Tours. Allà va portar una còpia d'aquells evangelis que havien quedat al si de sant Martí durant cent anys. Aquesta relíquia es va dipositar a Derry.
Algunes tradicions afirmen que en algun moment cap al 560 Columba es va involucrar en una disputa amb Finnian de Moville de l'abadia de Movilla per un saltiri. Columba va copiar, d'amagat i sense permís, el manuscrit al scriptorium de Finnian, amb la intenció de conservar-ne la còpia. Finnian va discutir el seu dret a conservar-lo. Columba copiava a les fosques, amb la mà dreta, mentre que amb els dits de la mà esquerra es feia llum. Finnian el descobrí i li demanà la còpia feta, però Columba no volia donar-li-la. Van anar a judici, que va presidir el rei Diarmuid, que va sentenciar: 
"A les vaques, les seves vedelles; als llibres, les seves còpies"
Sant Columba va ser obligat a retornar la còpia, però s'ofengué.
Es suggereix que aquest conflicte va donar lloc a la batalla de Cúl Dreimhne a Cairbre Drom Cliabh (ara al comtat de Sligo) el 561, durant el qual van morir molts homes. Richard Sharpe, traductor de La vida de Santa Columba d'Adomnán (a la qual es fa referència a la bibliografia següent) fa una severa precaució en aquest moment contra l'acceptació de les nombroses referències que relacionen la batalla i la marxa d'Irlanda de Columba, tot i que hi ha proves als anals va donar suport al seu propi rei contra l'alt rei. Els conflictes polítics que havien existit des de feia temps van donar lloc a la batalla del clan Neill contra el rei Diarmait a Cooldrevny el 561. Una qüestió, per exemple, era la violació per part del rei del dret de santuari que pertanyia a la persona de Columba com a monjo amb motiu de l'assassinat del príncep Curnan, el parent de la Columba. El príncep Curnan de Connacht, que havia ferit fatalment un rival en una partit de hurling i s'havia refugiat amb Columba, va ser arrossegat dels braços del seu protector i assassinat pels homes de Diarmaid, desafiant els drets del santuari.
Un sínode de clergues i erudits va amenaçar amb excomunicar-lo per aquestes morts, però Brendan de Birr va parlar en nom seu. Finalment, el procés es va considerar un error judicial. La pròpia consciència de Columba no estava inquieta i, per consell d'un ermità vell, Molaise, va decidir expiar el seu sentiment d'ofensa marxant d'Irlanda. El terme "exili" s'utilitza en algunes referències. Això també es pot discutir, perquè el terme "pelegrinatge" s'utilitza amb més freqüència a la literatura sobre ell. Un marcador a la platja de Stroove, a la península d'Inishowen commemora el lloc on Columba va salpar cap a Escòcia. Va deixar Irlanda, però durant els anys següents tornaria diverses vegades en relació amb les comunitats que hi havia fundat. La còpia del salteri de Columba s'ha relacionat tradicionalment amb el Cathach de sant Columba. El 574/5, durant el seu retorn al Sínode de Drum Ceat, va fundar el monestir de Drumcliff a Cairbre, actual comtat de Sligo, a prop del camp de batalla.
La tradició diu que la còpia del saltiri que havia fet Columba és el conegut Cathach de sant Columba conservat a la Royal Irish Academy de Dublín.

### Escòcia
El 563, va viatjar a Escòcia amb dotze companys (es diu que incloïa Odran d'Iona) en un currach de vímet cobert de cuir. Segons la llegenda, va desembarcar per primera vegada a l'extrem meridional de la península de Kintyre, prop de Southend. No obstant això, encara a la vista de la seva terra natal, es va desplaçar més cap al nord fins a la costa oest d'Escòcia. El seu parent Conall mac Comgaill, rei de Dalriata, el va convidar l'illa d'Iona, que esdevindria el centre de la seva missió d'evangelització del territori amb l'objectiu de convertir els pictes i els escots. No obstant això, hi ha un sentit en què no deixava la seva gent natal, com els Gaels de l'Ulster havia estat colonitzant la costa oest d'Escòcia durant els darrers dos segles. A part dels serveis que va prestar guiant l'únic centre d'alfabetització de la regió, la seva reputació d'home sant va portar al seu paper de diplomàtic entre les tribus. També hi ha moltes històries de miracles que va realitzar durant la seva obra per convertir els pictes, sent la més famosa la seva trobada amb un animal no identificat que alguns han equiparat amb el monstre del Llac Ness el 565. Es diu que va desterrar un ferotge "bèstia d'aigua" a les profunditats del riu Ness després d'haver matat un picte i després intentar atacar el deixeble de Columba anomenat Lugne. Va visitar el rei pagà Bridei, rei de Fortriu, a la seva base d'Inverness, guanyant el respecte de Bridei, encara que no la seva conversió. Posteriorment, va tenir un paper important en la política del país. També va ser molt enèrgic en la seva tasca de missioner i, a més de fundar diverses esglésies a les Hèbrides, va treballar per convertir el seu monestir d'Iona en una escola per a missioners. Era un reconegut home de lletres, havia escrit diversos himnes i se li atribuïa la transcripció de 300 llibres.. Tot plegat, va fer que Iona es convertís en un centre de pelegrinatge: els camins que, al voltant, feien servir les processons que hi arribaven estaven marcats amb creus cèltiques. Una de les poques vegades, per no dir l'única, que va deixar Escòcia va ser cap al final de la seva vida, quan va tornar a Irlanda per fundar el monestir de Durrow .
Segons fonts tradicionals, Columba va morir a Iona el diumenge 9 de juny de 597 i va ser enterrat pels seus monjos a l'abadia que va crear. Tanmateix, el doctor Daniel P. Mc Carthy disputa això i assigna una data del 593 a la mort de Columba. Els Annals registren la primera incursió realitzada contra Iona el 795, amb altres incursions el 802, 806 i 825. Les relíquies de Columba van ser finalment retirades el 849 davant del perill de les invasions dels víkings i dividides entre Escòcia i Irlanda. Una part anà a l'església de Dunkeld, a Escòcia (d'on desaparegueren durant la Reforma del segle xvi); mentre que les parts de les relíquies que van anar a Irlanda tenen la reputació d'estar enterrades a Downpatrick, al comtat de Down, amb Saint Patrick i Brigid de Kildare o a Saul Church, a la veïna de Downpatrick. (Noms d'Iona), Inchcolm i Eilean Chaluim Chille. Les notícies sobre el culte a les relíquies, però, desapareixen al segle xii. L'exèrcit escocès portava un reliquiari construït a Iona al segle viii, anomenat Brechbennoch, on hi havia relíquies del sant i que el protegia en les batalles.

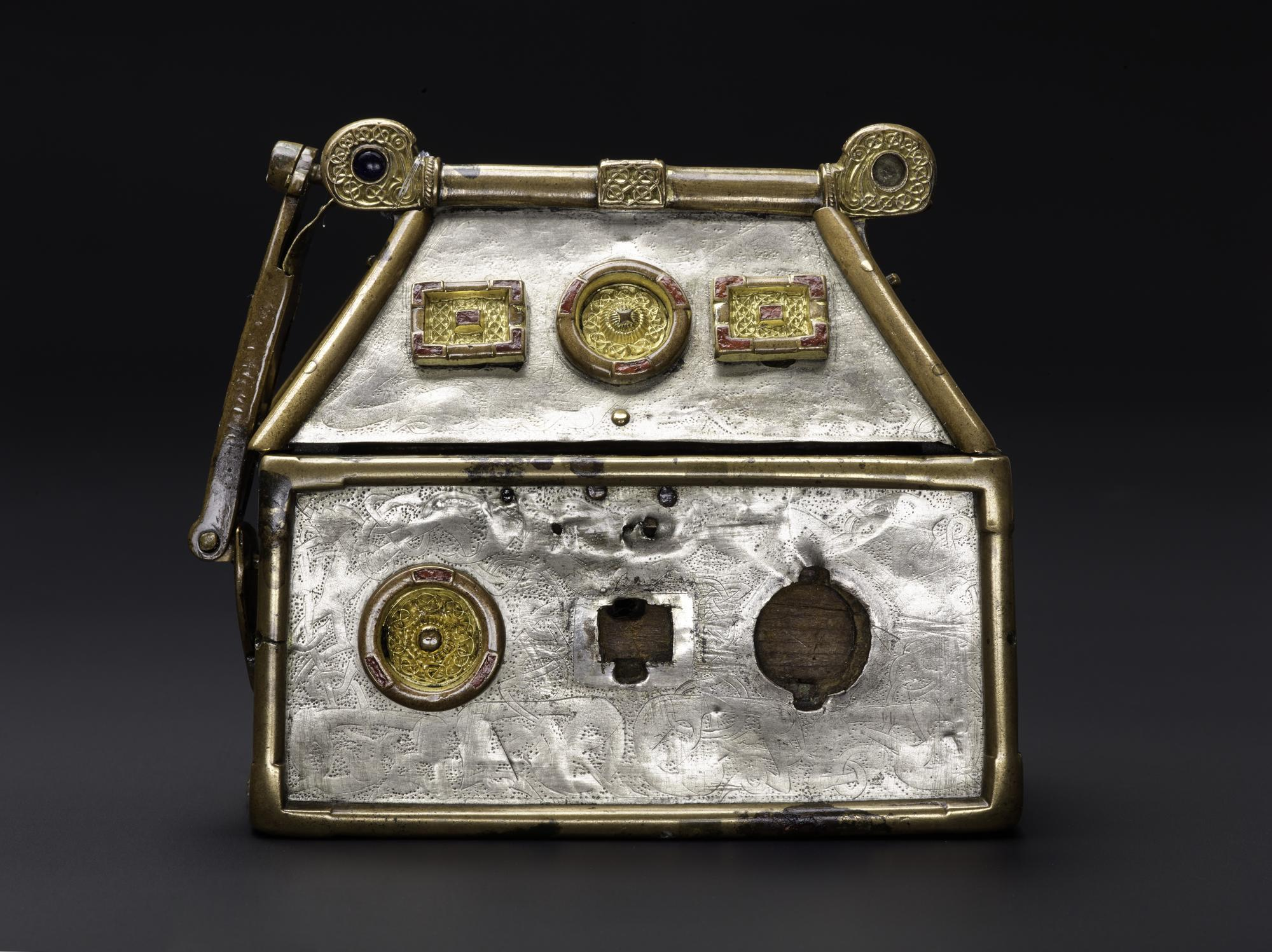
Reliquiari de Monymusk, potser el Brecbennoch de Sant Columba, ca. 750 (Edimburg, Museum of Scotland)
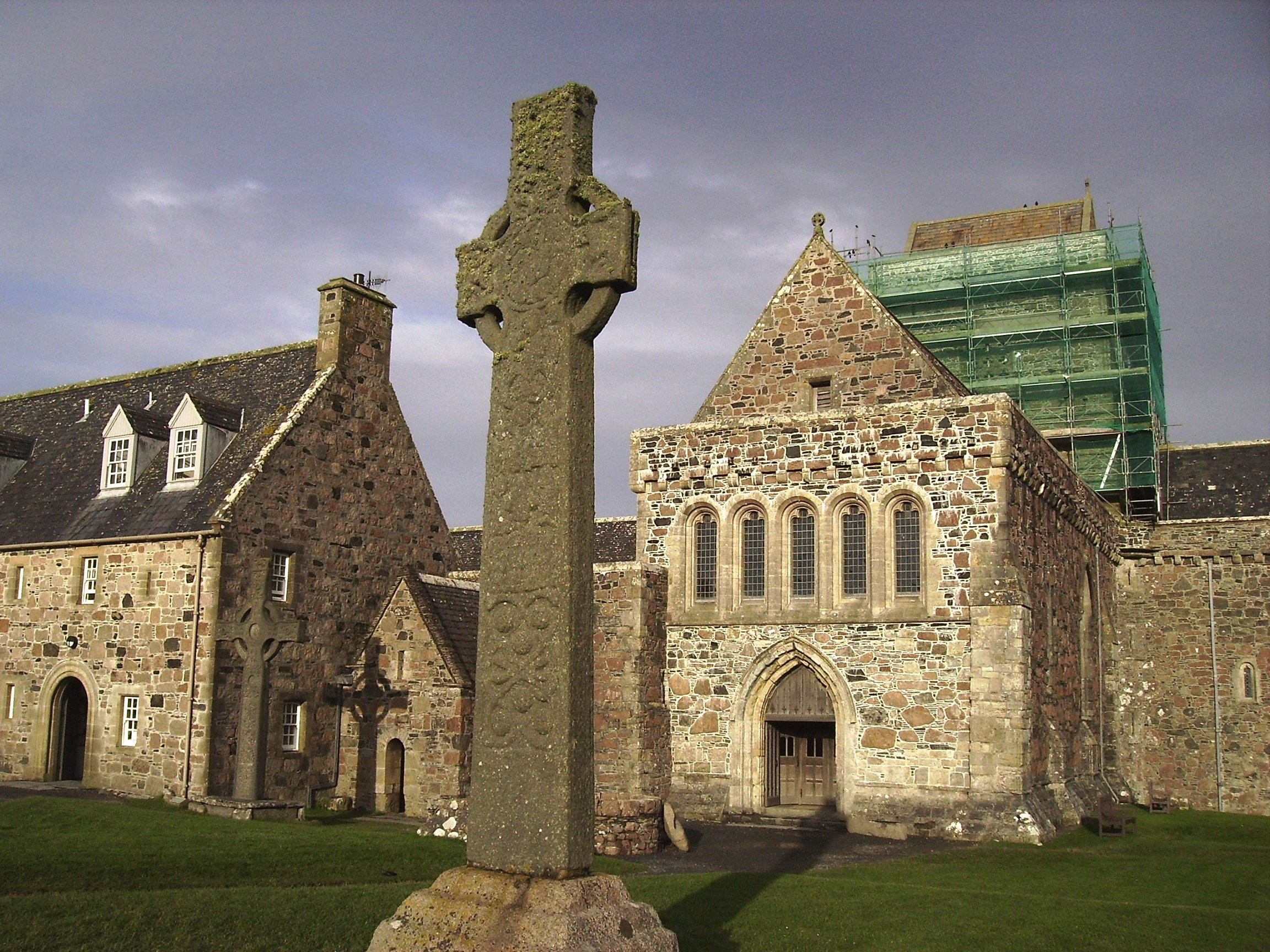
Entrada a l'abadia d'Iona i creu de Sant Martí
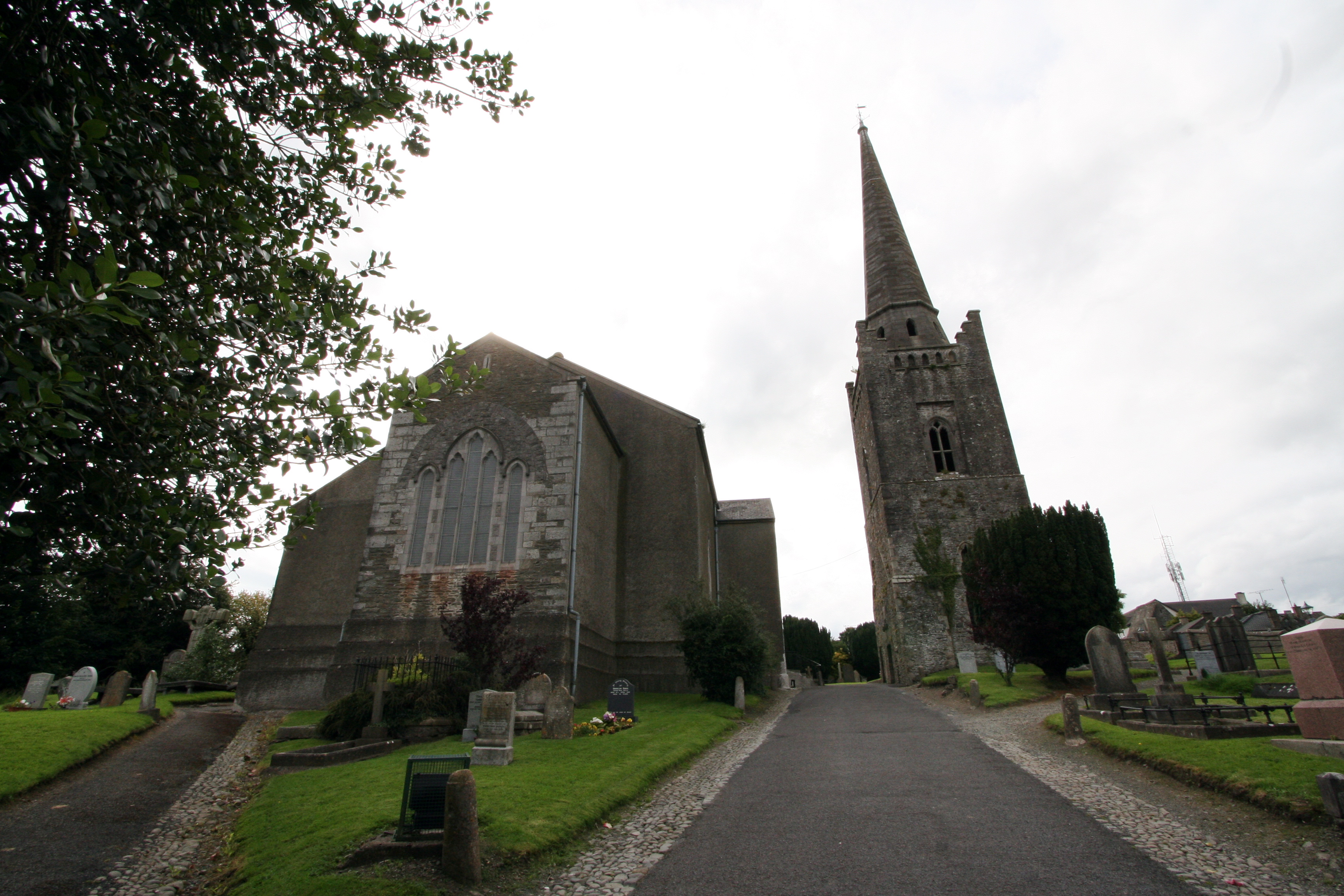
Actual església de l'Abadia de Kells, on van dipositar-se les restes del sant, avui desaparegudes

## Llegat

### Irlanda
Colmcille és un dels tres sants patrons d'Irlanda, després de Patrici i de Brígida de Kildare.
Colmcille és el patró de la ciutat de Derry, on va fundar un assentament monàstic al c. 540. El nom de la ciutat en irlandès és Doire Colmcille i deriva dels roures autòctons de la zona i de l'associació de la ciutat amb Colmcille. L'Església Catòlica de la Llarga Torre de Saint Colmcille i l'Església d'Irlanda de Sant Agustí afirmen que es troben al lloc d'aquest assentament original. La catedral de l'església d'Irlanda, la catedral de Sant Columba i el parc més gran de la ciutat, el parc de St. Columba, són nomenats en honor seu.
St. Colmcille's Primary School i St. Colmcille's Community School] són dues escoles de Knocklyon, Dublín, que porten el seu nom, i la primera té un dia anual dedicat al sant el 9 de juny.
Colmcille va fundar la ciutat de Swords, Dublín, el 560 dC. St Colmcille's Boys 'National School i St. Colmcille's Girls' National School, ambdues ubicades a la ciutat de Swords, també reben el nom del Sant, així com un dels equips gaèlics locals, Naomh Colmcille.
La Columba Press, una empresa de llibres religiosos i espirituals amb seu a Dublín, rep el nom de Colmcille.
Aer Lingus, la companyia de bandera d'Irlanda, ha nomenat un dels seus avions Airbus A330 en commemoració del sant (reg: EI-DUO).

### Escòcia
Es considera Columba com un personatge líder en la revitalització del monacat. El clan Malcolm / Clan McCallum reclama el seu nom a Columba i va ser fundat suposadament pels descendents dels seus seguidors originals. També es diu que els clans  Robertson i Donnachaidh / Duncan són hereus de Columba. El clan MacKinnon també pot afirmar ser descendent espiritual de Santa Columba, ja que després de fundar el seu monestir a l'illa d'Iona, els MacKinnon van ser els abats de l'Església durant segles. Això també explicaria el fet que el clan MacKinnon es troba entre els clans antics d'Escòcia.
La catedral de la diòcesi catòlica d'Argyll i les Illes es troba sota el patrocini de Santa Columba, així com nombroses escoles i parròquies catòliques de tota la nació. L'Església Episcopal Escocesa, l'Església d'Escòcia i l'Església Evangèlica Luterana d'Anglaterra també tenen parròquies dedicades a ell. El poble de Kilmacolm a Renfrewshire també deriva del nom de Colmcille.
St Columba's Hospice, un hospital important a Edimburg, rep el nom del sant.

### Poesia
Actualment, Columba té dos poemes que se li atribueixen: "Adiutor Laborantium" i "Altus Prosator". Tots dos poemes són exemples d' himnes d' abecedaris en llatí escrits mentre Columba es trobava a l'abadia d'Iona.
El més curt dels dos poemes, "Adiutor Laborantium", consta de vint-i-set línies de vuit síl·labes cadascuna, amb cada línia seguint el format d'un himne d'abecedari que utilitza l'alfabet llatí clàssic excepte les línies 10-11 i 25-27. El contingut del poema s'adreça a Déu com a ajudant, governant, guàrdia, defensor i aixecador per als bons i enemics dels pecadors que castigarà.
L'"Altus Prosator" consta de vint-i-tres estrofes de setze síl·labes, i la primera conté set línies i sis línies en cada estrofa posterior. Utilitza el mateix format i alfabet que "Adiutor Laborantium", tret que cada estrofa comenci amb una lletra diferent en lloc de cada línia. El poema explica una història dividida en tres parts dividides en el començament del temps, la història de la creació i l'Apocalipsi o final del temps.

### Altres
A partir del 2011, els canadencs d' ascendència escocesa són el tercer grup ètnic més gran del país i, per tant, el nom de Columba es troba unit a les parròquies catòlica, anglicana i presbiteriana. Això és particularment el cas a l'est del Canadà, a part del Quebec francòfon .
A tot els EUA hi ha nombroses parròquies dins de les denominacions catòlica i episcopal dedicades a Columba. Dins de la tradició protestant, l' Església presbiteriana (que té les seves arrels en el presbiterianisme escocès) també té parròquies anomenades en honor de Columba. Fins i tot hi ha un monestir de l'església ortodoxa dedicat al sant a la ciutat de Southbridge, Massachusetts. Columba és el patró de la diòcesi catòlica romana de Youngstown, Ohio. La catedral allà rep el seu nom.
Iona College, un petit col·legi d'arts liberals catòliques de New Rochelle, Nova York, rep el nom de l'illa en què Columba va establir el seu primer monestir a Escòcia, així com el Iona College de Windsor, Ontario, Iona Presentation College, Perth, i Iona College Geelong a Charlemont, Victoria.
Hi ha almenys quatre bandes de gaiters anomenades per ell; un de Tullamore, Irlanda, de Derry, Irlanda del Nord, de Kearny, Nova Jersey, i de Cape Cod, Massachusetts.
Columba's School, una de les escoles anglès-mitjanes més destacades de l Índia, dirigida pels irlandes Christian Brothers, també rep el nom del sant.
El GAA de Múnic es diu München Colmcilles.
El dia de la festa de Santa Columba, el 9 de juny, ha estat designat com a Dia Internacional de l'Art Celta. El llibre de Kells i el llibre de Durrow, grans obres mestres medievals de l'art celta, s'associen a Columba.
Benjamin Britten va compondre A Hymn of St Columba per a cor i orgue el 1962, posant un poema del sant amb motiu dels 1.400 anys del seu viatge a Iona.
Columba és recordat a l'Església d'Anglaterra amb una Festa Menor el 9 de juny.

## Vita Columbae
La principal font d'informació sobre la vida de Columba és la Vita Columbae, una hagiografia escrita a l'estil de les narracions de "vides de sant" que s'havia estès a tota l'Europa medieval. Compilats i redactats per escribes i clergues, aquests relats estaven escrits en llatí i servien com a reculls escrits de les gestes i miracles atribuïts al sant, tant durant la seva vida com després de la seva mort. Columba va ser reconeguda com a santa, gràcies a la vigorosa promoció de la seva memòria, als pocs anys de la seva mort. Això va passar molt abans que els processos oficials de "canonització" tinguessin lloc mai a Roma, de manera que Columba mai no va ser canonitzada per les autoritats romanes de la manera que es va fer habitual més tard a l'edat mitjana.
Escrivint un segle després de la mort de Columba, l'autor Adomnán (també conegut com Eunan), va servir com a novè abat d'Iona fins a la seva mort el 704. James Earle Fraser afirma que Adomnán va treure àmpliament d'un corpus de comptes existent sobre la vida de Columba, inclosa una col·lecció llatina titulada "De uirtutibus sancti Columbae", composta c. 640 dC Aquesta obra anterior s'atribueix a Cummene Find, que es va convertir en l'abat d'Iona i va exercir de líder de la comunitat illenca monàstica des del 656 fins a la seva mort el 668 dC o 669 dC.
Tot i que la Vita Columbae sovint entra en conflicte amb relats contemporanis de diverses batalles, figures i dates, segueix sent l'obra més important que es conserva de l'Escòcia altmedieval i proporciona un gran coneixement sobre els pictes i altres grups ètnics i polítics d'aquest període. La Vita també ofereix una valuosa visió de les pràctiques monàstiques d'Iona i de la vida quotidiana dels monjos gaèlics altmedievals.
Els manuscrits supervivents inclouen:
- A Generalia 1, Stadtbibliothek Schaffhausen, Suïssa; pergamí, probablement escrit abans del 713, edició digititalizada a E-codices.
- B1 British Library Afegiu MS 35110 (B1), folis 96v-143r, probablement escrits abans del 1165.
- B2 British Library Cotton MS Tiberius D III (B2), fulls 192r-217r, escrits de finals del segle xii a principis del xiii. A causa dels danys causats per incendis el 1731, falten porcions il·legibles a cada pàgina i sis folis [Llibre I, cap. Falten completament 2 (diebus) a 22 (genibus) i 36 (viro) a 49 (omnia quae)].[48]

B3 British Library Royal MS 8 D IX (B3), folis 1r-70r, escrits al segle xv o principis del XVI. Falten els primers 8 fulls, [a I, 3 (haec puro pectore)].
En lloc de confiar en l'ordre cronològic, Adomnán classifica els esdeveniments registrats a la Vita Columbae en tres llibres diferents: Les profecies de Columba, Els miracles de Columba i Les visions angelicals de Columba.

### Primer llibre (De les seves revelacions profètiques)
Al primer llibre, l'autor Adomnán enumera les revelacions profètiques de Columba, que provenen de la seva capacitat per veure el present i el futur simultàniament. La majoria dels capítols curts comencen amb Columba informant als seus companys de monjos que una persona arribarà aviat a l'illa o que es produirà un esdeveniment de manera imminent.
En un cas notable, Columba apareix en un somni al rei Osvald de Northúmbria i anuncia la propera victòria del rei contra el rei Cadwallon ap Cadfan a la batalla de Heavenfield. La gent de Gran Bretanya promet convertir-se al cristianisme i rebre el baptisme després de la conclusió de la guerra. Aquesta victòria assenyala la recristianització de l'Anglaterra pagana i estableix el rei Oswald com a governant de tota la Gran Bretanya.
Les altres profecies de Columba inclouen quan envia un home anomenat Batain per fer la seva penitència, però després Columba es dirigeix als seus amics i diu que Batain tornarà a Escòcia i serà assassinat pels seus enemics. Diverses de les profecies de sant Columba reflecteixen la cultura escribal en què estava immers, com ara el seu coneixement miraculós de la lletra "I" desapareguda del salteri de Baithene o quan profetitza que un home ansiós tombarà el seu tinter i vessarà el seu contingut.

### Llibre segon (Dels seus poders miraculosos)
Al segon llibre, Columba realitza diversos miracles com curar persones amb malalties, expulsar esperits malignes, sotmetre les bèsties salvatges, calmar les tempestes i fins i tot tornar a la vida als morts. També realitza miracles agrícoles que tindrien un significat especial per a la gent comuna d'Irlanda i la Gran Bretanya, com ara quan llança un dimoni d'un cub i restaura la llet vessada al contenidor.
La Vita conté una història que s'ha interpretat com la primera referència al monstre del llac Ness. Segons Adomnán, Columba es va trobar amb un grup de pictes enterrant un home que havia estat assassinat pel monstre. Columba salva un nedador del monstre amb el signe de la Creu i la imprecació: "No aniràs més, ni tocaràs l'home; tornaràs amb tota velocitat". La bèstia fuig, aterrida, davant la sorpresa dels pictes reunits que glorificaven el Déu de Columba. Si aquest incident és cert o no, el text d'Adomnán afirma específicament que el monstre nedava al riu Ness (el riu que brollava des del llac) en lloc del mateix llac Ness.

### Llibre tres (Les visions dels àngels)
Al llibre tres, Adomnán descriu diferents visions dels àngels associats al Sant, tant les que veu Columba com les que altres veuen sobre ell. Esmenta que, "De fet, després del transcurs de molts anys, ... Sant Columba va ser excomunicat per un cert sínode per motius perdonables i molt insignificants, i de fet injustament" (P.79-80).
En un dels comptes, Columba, en aquest període d'excomunió, va a una reunió celebrada contra ell a Teilte. Brendán, malgrat totes les reaccions negatives de la gent gran envers Columba, el besa amb reverència i assegura que Columba és l'home de Déu i que veu els sants àngels acompanyant Columba en el seu viatge per la plana.
En l'últim capítol, Columba preveu la seva pròpia mort en parlar amb el seu auxiliar:
| « | Aquest dia a les Sagrades Escriptures s'anomena dissabte, que significa descans. I aquest dia és per a mi un dissabte, perquè és l'últim dia de la meva laborosa vida actual i sobre ell descanso després de les fatigues dels meus treballs; i aquesta nit a mitjanit, que comença el solemne dia del Senyor, seguiré, segons les paraules de les Escriptures, el camí dels nostres pares. Ja que el meu Senyor Jesucrist es digna convidar-me; i a Ell, li dic, enmig d'aquesta nit me'n vaig, per invitació seva. Perquè així m'ho ha revelat el mateix Senyor. | » |

I quan toca la campana a mitjanit, Columba va a l'església i s'agenolla al costat de l'altar. El seu assistent és testimoni de la llum celestial en direcció a Columba, i els àngels s'uneixen a ell en el seu pas al Senyor:
| « | I després d'haver-los donat la seva santa benedicció d'aquesta manera, de seguida va donar la fi. Després que la seva ànima hagués abandonat el tabernacle del cos, el seu rostre continuava sent de color vermellós i il·luminat d'una manera meravellosa per la seva visió dels àngels, i fins a tal punt que tenia l'aspecte, no tant d'un mort, com d'un viu i dormint. | » |

## Altres fonts primerenques de la vida de Columba
Tant la Vita Columbae com la Bede (672 / 673-735) registren la visita de Columba a Bridei. Mentre que Adomnán només ens explica que Columba va visitar Bridei, Beda relata una tradició posterior, potser pictiva, mitjançant la qual Columba converteix el rei picte. Una altra font primerenca és un poema en lloança a Columba, molt probablement encarregat pel parent de Columba, el rei del clan Uí Néill. Es va escriure gairebé amb seguretat als tres o quatre anys de la mort de Columba i és el primer poema vernacla de la història europea. Consta de 25 estrofes de quatre versos de set síl·labes cadascuna, anomenades Amra Coluim Chille.
Gràcies a la reputació del seu venerable fundador i la seva posició com a important centre europeu d'aprenentatge, Iona de Columba es va convertir en un lloc de pelegrinatge. Columba és venerat històricament com un sant guerrer, i sovint va ser invocat per a la victòria a la batalla. Algunes de les seves relíquies van ser retirades el 849 i dividides entre Alba i Irlanda. Les relíquies de Columba les portaven abans dels exèrcits escocesos al reliquiari realitzat a Iona a mitjans del segle viii, anomenat Brecbennoch. La llegenda diu que el Brecbennoch va ser portat a la batalla de Bannockburn (24 de juny de 1314) per l'exèrcit escocès molt superat i que la intercessió de Columba els va ajudar a la victòria. Des del segle xix, el "Brecbennoch de Santa Columba" s'ha identificat amb el reliquiari Monymusk, tot i que ara ho dubten els estudiosos.
A l' Antifonadora de l' Abadia d' Inchcolm, la "Iona de l'Est" (situada en una illa al Firth of Forth), comença una pregària del segle xiv O Columba spes Scotorum ... "O Columba, esperança dels escocesos".

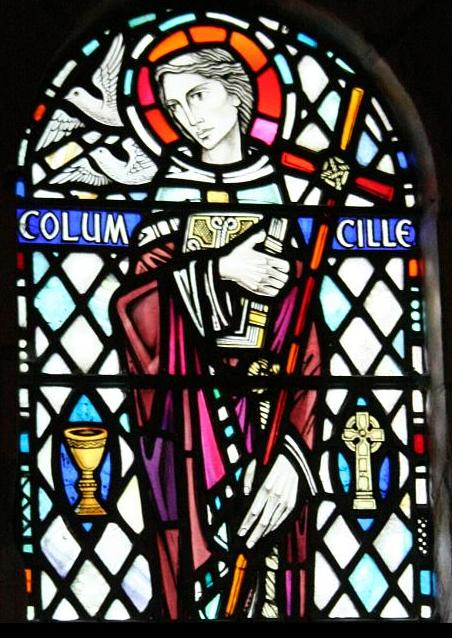
Vitrall a Oban
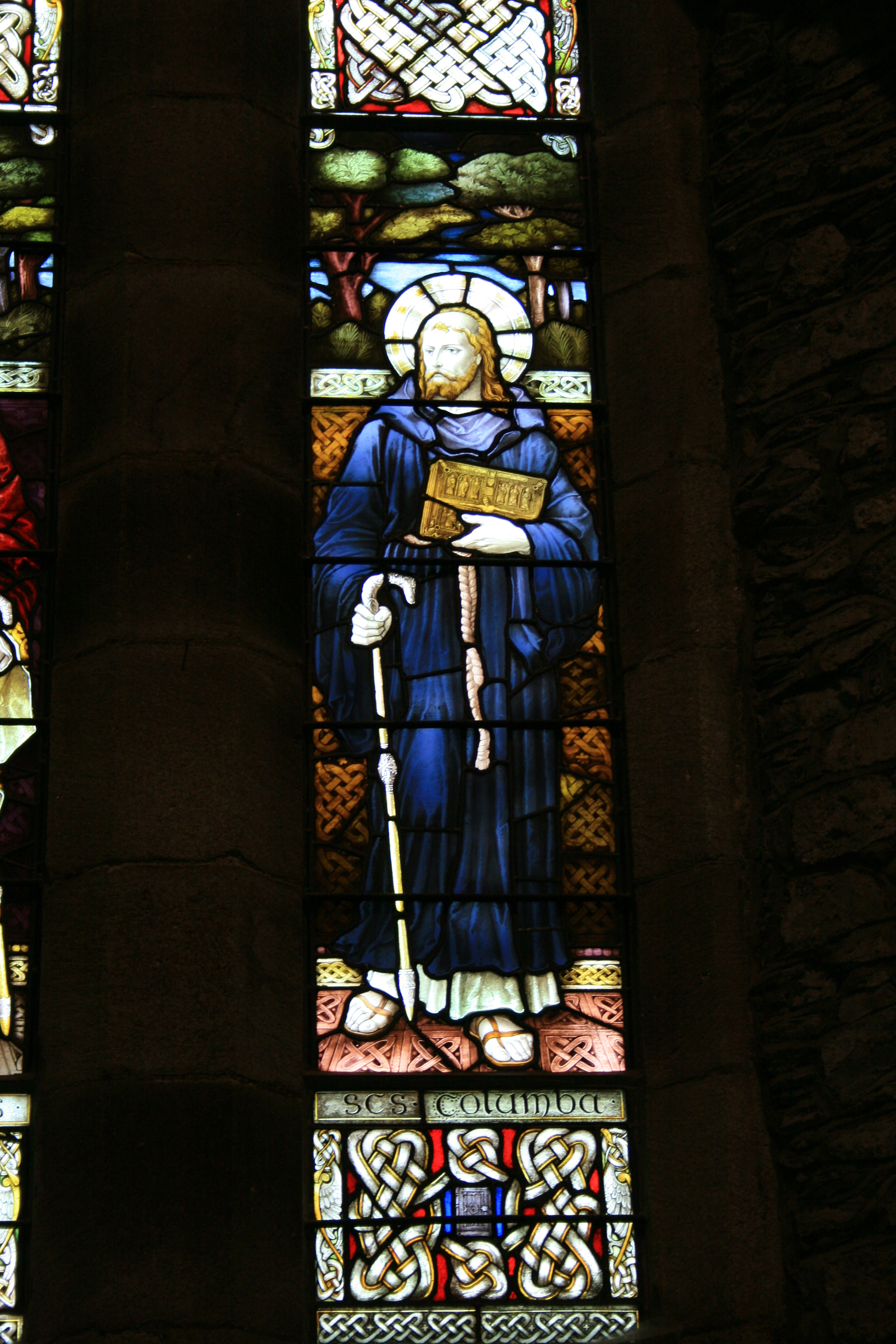
Vitrall a la catedral de Kildare
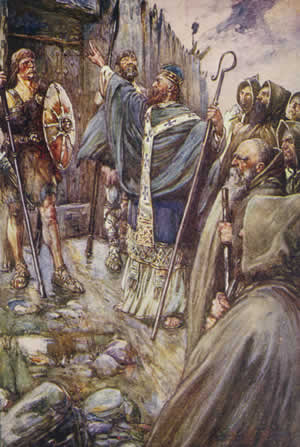
El sant predicant a Bridei, rei de Fortriu
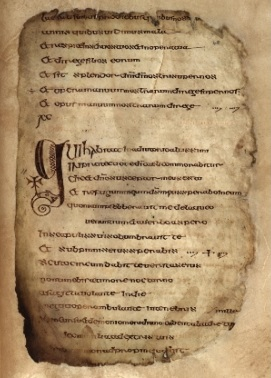
Catach de Sant Columba, el saltiri copiat que provocà la guerra